# Asta e
Asta e (rumänisch für „Das ist es“) ist ein Dokumentarfilm des rumänischen Regisseurs Thomas Ciulei. Der Film entstand 2001 in der Stadt Sulina im Osten Rumäniens am Schwarzen Meer. 2008 legte Ciulei eine überarbeitete Version des Films vor.

## Handlung
Sulina ist eine Kleinstadt im rumänischen Teil des Donaudeltas. Einst prosperierende Handelsstadt, begann nach der Übernahme der Herrschaft durch die Kommunisten der wirtschaftliche Niedergang. Auch zehn Jahre nach dem Sturz Ceaușescus leben die Bewohner der Stadt in großer Armut.
Der Film porträtiert vier Personen aus drei Generationen, die täglich versuchen, über die Runden zu kommen. Ihr Leben wird zur Metapher für die unsichere Lage vieler im postkommunistischen Rumänien.